# Lawrence County, Tennessee
Lawrence County är ett administrativt område i delstaten Tennessee, USA, med 41 869 invånare. Den administrativa huvudorten (county seat) är Lawrenceburg.

## Geografi
Enligt United States Census Bureau har countyt en total area på 1 600 km². 1 598 km² av den arean är land och 2 km² är vatten.

### Angränsande countyn
- Lewis County - nord
- Maury County - nordost
- Giles County - öst
- Lauderdale County, Alabama - syd
- Wayne County - väst

### Orter
- Lawrenceburg (huvudort)
- Loretto